# Kobylniki (powiat grodziski)
Kobylniki – wieś w Polsce położona w województwie wielkopolskim, w powiecie grodziskim, w gminie Grodzisk Wielkopolski.

## Historia
Wieś ma metrykę średniowieczną i pierwotnie związana była z Wielkopolską. Istnieje co najmniej od początku XV wieku. Wymieniona została w 1400 w łacińskim dokumencie pod obecną nazwą Kobilniky, Kobelnyky, a w 1466 Kollnyky.
Miejscowość była wsią szlachecką leżącą w dobrach Grodzisk i należącą do lokalnej szlachty wielkopolskiej z rodu Ostrorogów herbu Nałęcz. W 1444 należała do powiatu kościańskiego Korony Królestwa Polskiego. W 1581 należała do parafii Grodzisk Wielkopolski.
Pierwsza wzmianka o wsi pochodzi z 1400 roku z akt sądowych odnotowujących Bartosza kmiecia z Kobylnik, który toczył proces z Januszem Rzeczycą z Gnina, jego matką oraz siostrami o 20 grzywien. W 1426 odnotowano drogę z Grodziska do Kobylnik. W 1510 bracia Wacław i Stanisław z Ostroroga dokonali podziału dóbr: Wacław otrzymał m.in. połowę miasta Grodzisk wraz z przynależnymi wsiami, a w tym m.in. Kobylniki.
Wieś odnotowały także historyczne rejestry podatkowe. W 1530 było w niej 5 łanów, a w 1563 12 łanów oraz dwóch komorników. W 1581 pobrano podatki od 9 i 3/4 łanów, 3 zagrodników oraz 2 komorników.
W 1581 wieś Kobilniki położona była w powiecie kościańskim województwa poznańskiego w Rzeczypospolitej Obojga Narodów.
W wyniku II rozbioru Rzeczypospolitej w 1793, miejscowość przeszła w posiadanie Prus i jak cała Wielkopolska znalazła się w zaborze pruskim. W okresie Wielkiego Księstwa Poznańskiego (1815-1848) Kobylniki należały do wsi większych w ówczesnym powiecie bukowskim, który dzielił się na cztery okręgi (bukowski, grodziski, lutomyślski oraz lwowkowski). Kobylniki należały do okręgu grodziskiego i stanowiły część majątku Grodzisk (Grätz), którego właścicielem był wówczas Szolc i Łubieński. Według spisu urzędowego z 1837 roku wieś liczyła 276 mieszkańców i 44 dymów (domostw).
W latach 1954–1959 wieś należała i była siedzibą władz gromady Kobylniki, po jej zniesieniu w gromadzie Grodzisk Wielkopolski. W latach 1975–1998 miejscowość należała administracyjnie do województwa poznańskiego.
Wieś podzielona jest na trzy części zw. Kobylnikami Dolnymi, Kobylnikami Środkowymi i Kobylnikami Górnymi.
1 stycznia 2001 roku, dwie części wsi Kobylniki Dolne i Kobylniki Środkowe włączono do Grodziska.

## Urodzeni w Kobylnikach
- Antoni Janus – polski wojskowy, powstaniec wielkopolski, uczestnik wojny polsko-bolszewickiej, kawaler Orderu Virtuti Militari i ofiara KL Auschwitz[7].